# 大竹耕太郎
大竹 耕太郎（おおたけ こうたろう、1995年6月29日 - ）は、熊本県熊本市南区出身のプロ野球選手（投手）。左投左打。阪神タイガース所属。
育成選手出身者として史上初めて、全12球団から勝利を挙げた。

## 経歴

### プロ入り前
熊本市立田迎小学校3年生のころ、福岡ドームでの福岡ダイエーホークス（後に自身が入団する福岡ソフトバンクホークスの前身）戦を観て、4年生で「田迎スポーツ少年団」で投手として軟式野球を始める。少年時代はホークスファンクラブに入会していた。
熊本市立託麻中学校では、3年生の時に全国大会に出場する。
高校は進学校として知られる熊本県立済々黌高等学校に進学。1年生の夏から背番号10番でベンチ入りし、秋には背番号1番でエースとなる。2年生の夏には、前年の秋季大会で敗れた九州学院高校を準決勝で破り、第94回全国高等学校野球選手権大会に出場する。2回戦、対鳴門高校戦において、4安打1失点の完投勝利で3回戦に進出するが、藤浪晋太郎、澤田圭佑、森友哉を擁する大阪桐蔭高校に6対2で敗れる。3年生の春の第85回記念選抜高等学校野球大会では、常総学院高校に完封勝利し、3回戦に進出。3回戦では完投するも、安樂智大擁する済美高校に4対1で敗れた。3年生の夏の第95回全国高等学校野球選手権熊本大会準決勝に進出するも、2年連続の夏の甲子園出場はならなかった。
早稲田大学に進学し、同大学の野球部に入部した。1年生の春から東京六大学野球リーグ戦に起用され、1年生の秋の秋季リーグ戦において、怪我で離脱の有原航平に代わり、開幕投手として初先発、7回を3安打無失点で勝利投手となる。以降も全カードに先発登板し、4勝を挙げる。2年生からエースに成長し、リーグ戦春秋連覇と第64回全日本大学野球選手権大会優勝（決勝で流経大を8-5）、第46回明治神宮野球大会準優勝（決勝で亜大に1-2）に貢献。春季リーグでは、防御率0.89でベストナインに選ばれる。3年生、4年生と怪我に悩まされ、3年生秋の秋季リーグ、4年生春の春季リーグともに未勝利に終わったが、4年生秋の秋季リーグ、対明治大学において、3季振りの白星を挙げる。有原航平、中村奨吾、高梨雄平、重信慎之介、茂木栄五郎、石井一成は、大学時代の先輩にあたる。卒業論文のテーマは「緩急を使った投球は打ちにくいのか」であった。
2017年度プロ野球ドラフト会議で福岡ソフトバンクホークスから育成選手ドラフトで4巡目指名を受け、支度金300万円、年俸400万円（金額は推定）で契約した。背番号は133。

### ソフトバンク時代

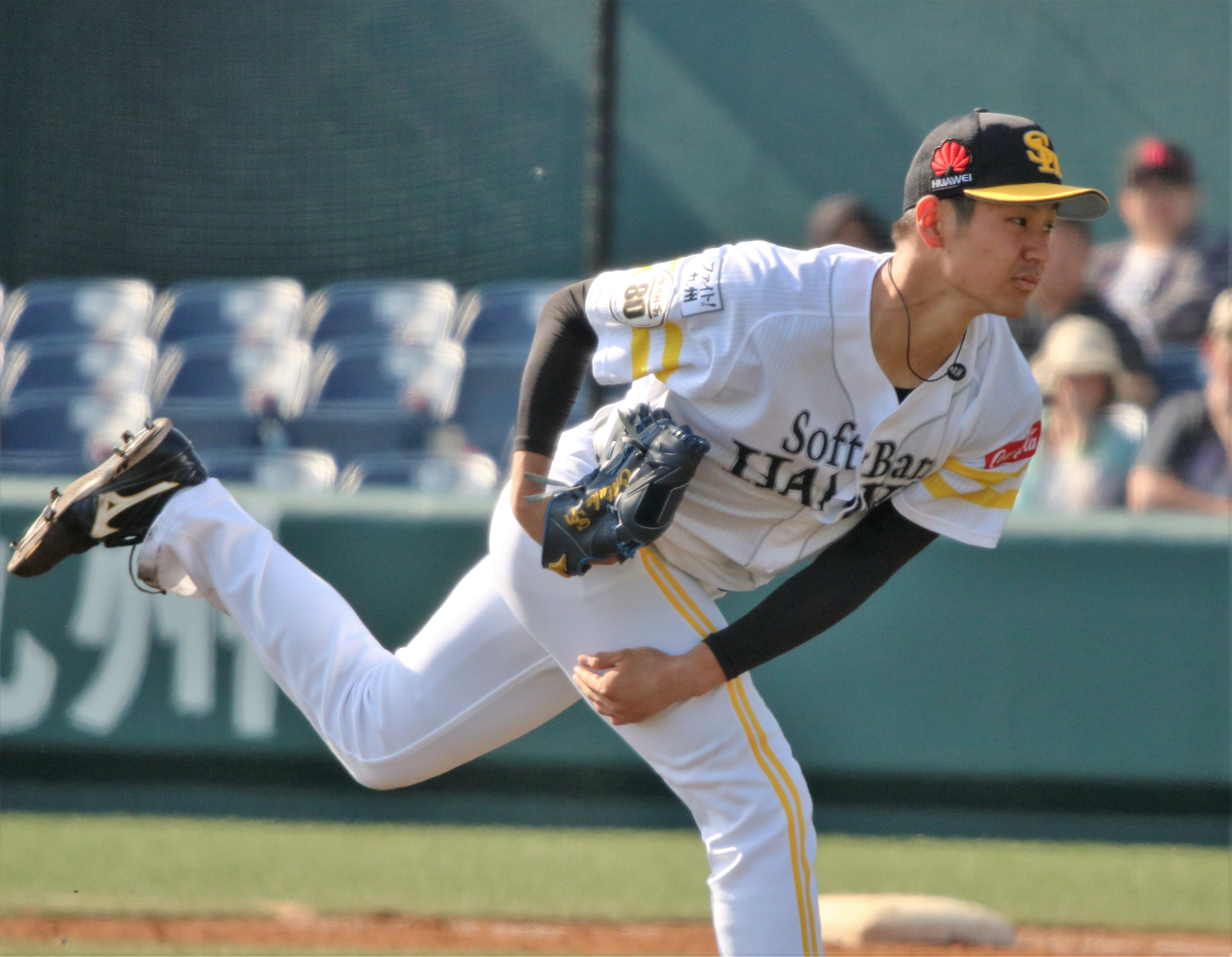
ソフトバンク時代
（2018年4月20日 タマホームスタジアム筑後）

2018年はウエスタン・リーグで22試合に登板し8勝0敗防御率1.87の成績で、7月29日に支配下登録され、当年の推定年俸を600万円に、背番号を10に変更する。8月1日の対埼玉西武ライオンズ戦（メットライフドーム）で先発して8回2失点、育成出身新人では初となる一軍公式戦初先発・初勝利。シーズン終盤は中継ぎにまわり、11試合中8試合で先発登板し、48回2/3を投げ3勝2敗防御率3.88。クライマックスシリーズでは、北海道日本ハムファイターズとのファーストステージ第2戦と西武とのファイナルステージ第2戦第3戦に中継ぎ投手として登板、広島東洋カープとの日本シリーズでは、第2戦で6回から2番手として登板し、2回を無失点。12月1日、900万円アップの推定年俸1500万円で契約更改する。
2019年は開幕から先発ローテーション入りするが、平均援護点が0点台と勝ち星に恵まれず、5月2日の対東北楽天ゴールデンイーグルス戦にて7回無失点でシーズン初勝利。その後も先発を務めていたが、オールスターゲーム以降の後半戦は5戦連続で4失点以上と結果を残せず、8月2日に登録抹消。そのままシーズンを終え、17試合に先発登板し5勝4敗だった。12月4日、1200万円増となる推定年俸2700万円で契約を更改した。
2020年は左肘の肉離れの影響で開幕一軍を逃したが、8月13日に一軍昇格、同日のシーズン初登板・初先発（対オリックス・バファローズ戦・福岡PayPayドーム）で5回2/3を投げて1失点（1回先頭打者に被本塁打）と抑え、420日ぶりに勝利投手となった。一軍公式戦では3試合に先発し2勝0敗、防御率2.30。二軍公式戦では16試合に登板し92回1/3を投げ、6勝3敗(勝率.667)、防御率2.53を記録し、ウエスタン・リーグにおいて最多勝利投手賞、最優秀防御率投手賞、勝率第一位投手賞、優秀投手賞を獲得する。日本シリーズで出場資格者40人枠に入るが、登板機会は無かった。12月9日、300万円減となる推定年俸2400万円で契約を更改した。
2021年は、開幕ローテーション入りするが、最初の試合の3月31日の対オリックス戦（京セラドーム大阪）で3回7失点し、4月2日に一軍登録を抹消された。結局このシーズンの一軍登板は前述のオリックス戦と10月24日の楽天戦の2試合のみであった。12月13日には、前年に続き300万円減となる推定年俸2100万円で契約を更改した。
2022年、6月27日の千葉ロッテマリーンズ戦（東京ドーム）では、予告先発の和田毅が前日に新型コロナウイルス感染の疑いが発覚したため、急遽先発投手として登板した（4回0/3を7被安打4失点で敗戦投手）。7月7日にも先発したが、これが最後の登板となり、2試合登板で、0勝2敗、防御率6.43に終わった。11月25日、100万円減となる推定年俸2000万円で契約を更改した。

### 阪神時代
2022年12月9日、同年に初めて実施された現役ドラフトで阪神タイガースに移籍した。背番号は49。
2023年、シーズン開幕から5戦目の対広島2回戦での先発が予定されていたが、雨天中止により延期となった。その後、2023年4月8日、移籍後初登板初先発となった対東京ヤクルトスワローズ2回戦（阪神甲子園球場）で6回被安打3無失点、試合は1-0で阪神が勝利し、2020年10月以来約2年半ぶり、かつ前年12月の現役ドラフトにより移籍した全6投手で最速となる公式戦勝利を挙げた。4月28日のヤクルト戦（明治神宮野球場）で5回無失点に抑え、開幕から無傷の3連勝、防御率は0.51に達した。ここまでの活躍から球団選定3・4月度月間最優秀選手に選出されている。5月も4試合に登板して全てでQSを達成する無傷の3勝、防御率0.33と好調を維持し、5月度の月間MVPに初選出された。初の古巣・ソフトバンク相手の先発となった6月17日（甲子園）では6回1失点（自責点0）と好投し、チームも9回二死までリードしていたが逆転されたため、12球団勝利は持ち越しとなった。7月5日の広島戦（MAZDA Zoom-Zoom スタジアム広島）では9回を無失点に抑え、プロ初完封勝利を挙げた。また、同日には監督推薦で初めてオールスターゲームにも選出された。オールスターでは7月20日の第2戦目に6番手として登板し、1回を被安打2、1失点であった。7月30日に体調不良による特例2023で一時登録抹消となるも、8月16日の広島戦（マツダ）で復帰し、5回2/3を3失点（自責点2）で勝利投手となった。9月9日の広島戦（甲子園）では、6回2/3を1失点（自責点0）に抑える好投で自身初となる2桁勝利を挙げるとともに、同じくプロ入り後初となる長打、適時打も記録した。続く9月16日の広島戦でも5回無失点で11勝目を挙げた。この年2位に入った広島とはシーズンを通してすこぶる相性が良く、計7先発で6勝0敗、防御率0.57と圧倒的な成績を残した。9月23日ヤクルト戦（神宮）で8回3失点で勝利し12勝目を挙げ、続く10月4日のシーズン最終戦ヤクルト戦（神宮）では、5回3失点も、同点の6回表にチームが勝ち越したことで勝利投手の権利を得た。そんな中、同日行われていた読売ジャイアンツ対横浜DeNAベイスターズ戦で勝率1位を走っていたDeNA東克樹が敗れたため、そのままチームが勝って自身13勝目となれば規定投球回数未到達ながら最高勝率タイトル獲得となるところであったが、9回裏に抑えの岩崎優が打たれ逆転サヨナラ負けを喫したため惜しくもタイトルを逃した。しかし最終的に21試合に先発し、規定投球回クリアこそならなかったものの、計131回2/3を投げ、チーム最多となる12勝（2敗）、防御率2.26といずれもプロ入り後自己最高の好成績を残し、移籍1年目にして阪神の18年ぶりとなるリーグ優勝の立役者となった。広島とのクライマックスシリーズでは第3戦に、オリックスとの日本シリーズでは第5戦にともに先発登板した（いずれも勝ち負け付かず）。12月8日にアスリート・マーケティング株式会社とマネジメント契約。12月10日に契約更改交渉を行い、約3倍増の推定年俸6700万円でサインした。また契約更改後の会見で結婚したことを発表。DeNAから中日ドラゴンズへ移籍した細川成也と並んで、前年に初開催された現役ドラフトの成功例として評価された。
2024年、1月に左肩のガングリオン（良性腫瘍）除去手術を受けた。シーズン開幕から先発ローテーションを守り、最終戦の横浜DeNAベイスターズ戦で5回まで投げ11勝目を挙げると同時に、投球回を144回2/3として自身初の規定投球回に到達した。
2025年の春季キャンプは終盤まで一軍キャンプに帯同するも、下肢の張りのため別メニュー調整となり、2月25日に帰阪した。そして、金村投手コーチが開幕には間に合わないことを明かした。

## 選手としての特徴
投球センスの良さと、両コーナーへの安定した投げ分けが光る軟投派左腕。球の出どころが見づらい投球フォームから、最高球速145km/hのストレートと、カーブ、スライダー、チェンジアップ、ツーシームなど多彩な変化球を投げる。カーブの球速は100km/h以下、チェンジアップは球速80km/hないし80 - 120km/hと、緩急を使い分ける。『産経新聞』運動部記者の神田さやかは、大竹がソフトバンク時代に伸び悩んでいた理由について、大竹が在籍していた当時のソフトバンクは球速150km/h以上の速球派が重視される傾向にあったためであると述べている一方、大竹本人は阪神移籍後、必ずしも球速にこだわる必要がなくなり、精神面で楽に投げられたと述べている。
2018年の2月のキャンプ中、二軍投手コーチの久保康生から木箱を使った体重移動のトレーニングを命じられ、軸足を台に乗せて行ったり蹴り足を台に向かって踏み込んで行ったりするシャドーピッチングでフォームを身に付けた。それまでのように軸足の方の尻が下がるフォームの悪い癖が抜けていき、支配下登録を掴むことに成功した。
初対戦の球団相手に相性が良く、2023年5月27日時点で11球団との初対戦成績は9勝0敗と無敗を誇っている。また、同日時点で通算16勝ながら、かつて在籍したソフトバンクを除く11球団から勝利を挙げている。同年6月17日のセ・パ交流戦でソフトバンクと初対決となり、先発登板して勝利投手の権利を持ったまま降板し、育成ドラフト出身者初、試合数及び勝利数が史上最少での12球団勝利を達成する機会を迎えたが、後続の投手が逆転されたため、快挙達成を逃している。結果、12球団との初対戦成績は無敗のままである。また、広島相手に特に相性が良く、2025年5月31日時点で通算11勝1敗、防御率1.25、更に相手本拠地のマツダスタジアムでは8勝無敗という強さを誇る。
高校時代からIp Selectのグラブを愛用しており、2024年シーズンよりプロスペクト株式会社とクレアシオンパートナー契約を結んでいる。

## 人物
憧れのプロ野球選手は、大学の先輩である和田毅。和田の「ひたすらポール間を走っていた」という“伝説”を伝え聞き、オフに和田が早稲田大学で自主トレを行った際には、走ることの大切さをアドバイスされた。和田は育成選手として入団した大竹に対して当初「育成選手はプロ野球選手じゃない」と敢えて厳しい言葉を投げ掛けた。
2023年の開幕当初、降雨により登板予定が立て続けに流れたことから「大雨降太郎」とウェブ上で本名をもじられた。その後、阪神球団はこの呼び名をグッズ化し、同年6月14日よりフェイスタオルとして発売されている。2024年には八代亜紀の「雨の慕情」を打席時の登場曲としている。
大の餃子好きである。幼少期に実家近くの餃子店で販売されていた餃子を気に入って以来の餃子好きであり、試合前には必ず食べていたという。現在でも登板前にはよく食べるとのこと。先述の大雨降太郎さんタオルと対になる「大晴さん」タオルには、餃子を手に持っている大竹のイラストが描かれた。
ソフトバンク時代、ファーム球場であるHAWKSベースボールパーク筑後の充実した設備や実家の熊本からも近い立地に満足し一軍に上がる意志が希薄化していたが、現役ドラフトで阪神に指名されたことを機に改心したことを明かしている。
2023年12月10日、契約更改後に結婚したことを公表した。

## 詳細情報

### 年度別投手成績
| 年 度     | 球 団        | 登 板 | 先 発 | 完 投 | 完 封 | 無 四 球 | 勝 利 | 敗 戦 | セ 丨 ブ | ホ 丨 ル ド | 勝 率 | 打 者 | 投 球 回 | 被 安 打 | 被 本 塁 打 | 与 四 球 | 敬 遠 | 与 死 球 | 奪 三 振 | 暴 投 | ボ 丨 ク | 失 点 | 自 責 点 | 防 御 率 | W H I P |
| --------- | ------------ | ----- | ----- | ----- | ----- | -------- | ----- | ----- | -------- | ----------- | ----- | ----- | -------- | -------- | ----------- | -------- | ----- | -------- | -------- | ----- | -------- | ----- | -------- | -------- | ------- |
| 2018      | ソフトバンク | 11    | 8     | 0     | 0     | 0        | 3     | 2     | 0        | 0           | .600  | 197   | 48.2     | 45       | 6           | 13       | 0     | 1        | 36       | 0     | 0        | 21    | 21       | 3.88     | 1.19    |
| 2019      | ソフトバンク | 17    | 17    | 1     | 0     | 0        | 5     | 4     | 0        | 0           | .556  | 442   | 106.0    | 111      | 13          | 20       | 1     | 4        | 72       | 0     | 1        | 47    | 45       | 3.82     | 1.24    |
| 2020      | ソフトバンク | 3     | 3     | 0     | 0     | 0        | 2     | 0     | 0        | 0           | 1.000 | 60    | 15.2     | 13       | 1           | 3        | 0     | 0        | 8        | 0     | 0        | 4     | 4        | 2.30     | 1.02    |
| 2021      | ソフトバンク | 2     | 1     | 0     | 0     | 0        | 0     | 1     | 0        | 1           | .000  | 22    | 4.0      | 7        | 0           | 3        | 0     | 0        | 1        | 0     | 0        | 7     | 7        | 15.75    | 2.50    |
| 2022      | ソフトバンク | 2     | 2     | 0     | 0     | 0        | 0     | 2     | 0        | 0           | .000  | 35    | 7.0      | 10       | 1           | 2        | 0     | 1        | 5        | 2     | 0        | 6     | 5        | 6.43     | 1.71    |
| 2023      | 阪神         | 21    | 21    | 1     | 1     | 1        | 12    | 2     | 0        | 0           | .857  | 513   | 131.2    | 122      | 10          | 12       | 0     | 3        | 82       | 0     | 0        | 36    | 33       | 2.26     | 1.02    |
| 2024      | 阪神         | 24    | 24    | 0     | 0     | 0        | 11    | 7     | 0        | 0           | .611  | 587   | 144.2    | 134      | 8           | 33       | 1     | 1        | 91       | 1     | 0        | 47    | 45       | 2.80     | 1.15    |
| 通算：7年 | 通算：7年    | 80    | 76    | 2     | 1     | 1        | 33    | 18    | 0        | 1           | .647  | 1856  | 457.2    | 442      | 39          | 86       | 2     | 10       | 295      | 3     | 1        | 168   | 160      | 3.15     | 1.15    |

- 2024年度シーズン終了時

### 年度別守備成績
| 年 度 | 球 団        | 投手  | 投手  | 投手  | 投手  | 投手  | 投手     |
| 年 度 | 球 団        | 試 合 | 刺 殺 | 補 殺 | 失 策 | 併 殺 | 守 備 率 |
| ----- | ------------ | ----- | ----- | ----- | ----- | ----- | -------- |
| 2018  | ソフトバンク | 11    | 3     | 13    | 0     | 1     | 1.000    |
| 2019  | ソフトバンク | 17    | 8     | 22    | 0     | 1     | 1.000    |
| 2020  | ソフトバンク | 3     | 0     | 4     | 0     | 1     | 1.000    |
| 2021  | ソフトバンク | 2     | 1     | 1     | 0     | 0     | 1.000    |
| 2022  | ソフトバンク | 2     | 0     | 1     | 0     | 0     | 1.000    |
| 2023  | 阪神         | 21    | 10    | 29    | 0     | 2     | 1.000    |
| 2024  | 阪神         | 24    | 8     | 31    | 0     | 2     | 1.000    |
| 通算  | 通算         | 80    | 30    | 101   | 0     | 7     | 1.000    |

- 2024年度シーズン終了時
- 各年度の太字はリーグ最高

### 表彰
- 月間MVP：1回（投手部門：2023年5月[85]）
- 阪神タイガースDIDアワード：1回（2023年5月）

### 記録
初記録
投手記録
- 初登板・初先発登板・初勝利・初先発勝利：2018年8月1日、対埼玉西武ライオンズ14回戦（メットライフドーム）、8回2失点 ※育成出身投手としてプロ初登板・初先発勝利は史上初[21]
- 初奪三振：同上、1回裏に外崎修汰から空振り三振
- 初完投：2019年4月17日、対千葉ロッテマリーンズ5回戦（ZOZOマリンスタジアム）、8回1失点で敗戦投手
- 初ホールド：2021年10月24日、対東北楽天ゴールデンイーグルス25回戦（楽天生命パーク宮城）、7回裏に二番手で救援登板、1回無失点
- 初完投勝利・初完封勝利：2023年7月5日、対広島東洋カープ11回戦（MAZDA Zoom-Zoom  スタジアム広島）、9回5安打無失点[86]

打撃記録
- 初打席：2019年6月20日、対東京ヤクルトスワローズ3回戦（明治神宮野球場）、2回表に山田大樹から見逃し三振
- 初安打：2023年5月20日、対広島東洋カープ8回戦（阪神甲子園球場）、3回裏に森下暢仁から遊撃内野安打[87]
- 初打点：2023年7月26日、対読売ジャイアンツ13回戦（阪神甲子園球場）、2回裏にフォスター・グリフィンから二ゴロ失策[88]

その他の記録
- 全球団勝利：2025年6月21日、対福岡ソフトバンクホークス2回戦（阪神甲子園球場）、5回0/3無失点 ※史上21人目 ※育成出身者初の達成[4]
- オールスターゲーム出場：1回（2023年）

### 背番号
- 133（2018年[19] - 同年7月28日）
- 10（2018年7月29日[20] - 2022年）
- 49（2023年[43] - ）